# Leucophora subrufitibia
Leucophora subrufitibia este o specie de muște din genul Leucophora, familia Anthomyiidae, descrisă de Ackland în anul 1995. Conform Catalogue of Life specia Leucophora subrufitibia nu are subspecii cunoscute.